# Psyche
Psyche sau Psiheea a fost personificarea sufletului uman în mitologia greacă.
Psyche era o tânără vestită pentru frumusetea ei care, datorită acestui fapt, și-a atras asupră-și gelozia Aphroditei. Pentru a împlini porunca unui oracol, părinții lui Psyche au părăsit-o pe un munte înalt, de unde - spunea oracolul - avea să vină s-o ia de nevastă un monstru înspăimântător. Într-adevăr, Psyche a fost luată de vânt și dusă într-un palat îndepărtat. Acolo, un necunoscut care n-o întâlnea decât noaptea și al cărui chip în felul acesta Psyche nu putea să-l vadă, a făcut-o soția sa și stăpâna unor bogății nemăsurate. Psyche a trăit astfel o vreme, fericită. Condiția acestei fericiri era însă ca ea să nu caute să vadă, niciodată, chipul soțului iubit. Împinsă de curiozitate, Psyche a încălcat însă legământul. Odată, noaptea, ea a aprins în taină un opaiț și la lumina lui a văzut, în locul unui monstru îngrozitor, cum bănuia, un tânăr nespus de frumos care dormea alături de ea. Zeul Eros - căci acesta are frumosul tânăr - mânios pe faptul că Psyche i-a încălcat porunca, a părăsit-o în acel moment, dispărând în văzduh. Cuprinsă de disperare, Psyche a pornit atunci să cutreiere lumea pe urmele lui. După multe căutări zadarnice, ea a poposit în palatul Aphroditei. Acolo, zeița cea geloasă a pus-o la multe încercări și trude până în ziua când, făcându-i-se milă de nenorocirea ei, zeul Eros, care o iubea totuși, a luat-o cu sine pe Psyche în ceruri unde, cu voia lui Zeus, a făcut-o nemuritoare, trăind veșnic alături de ea.

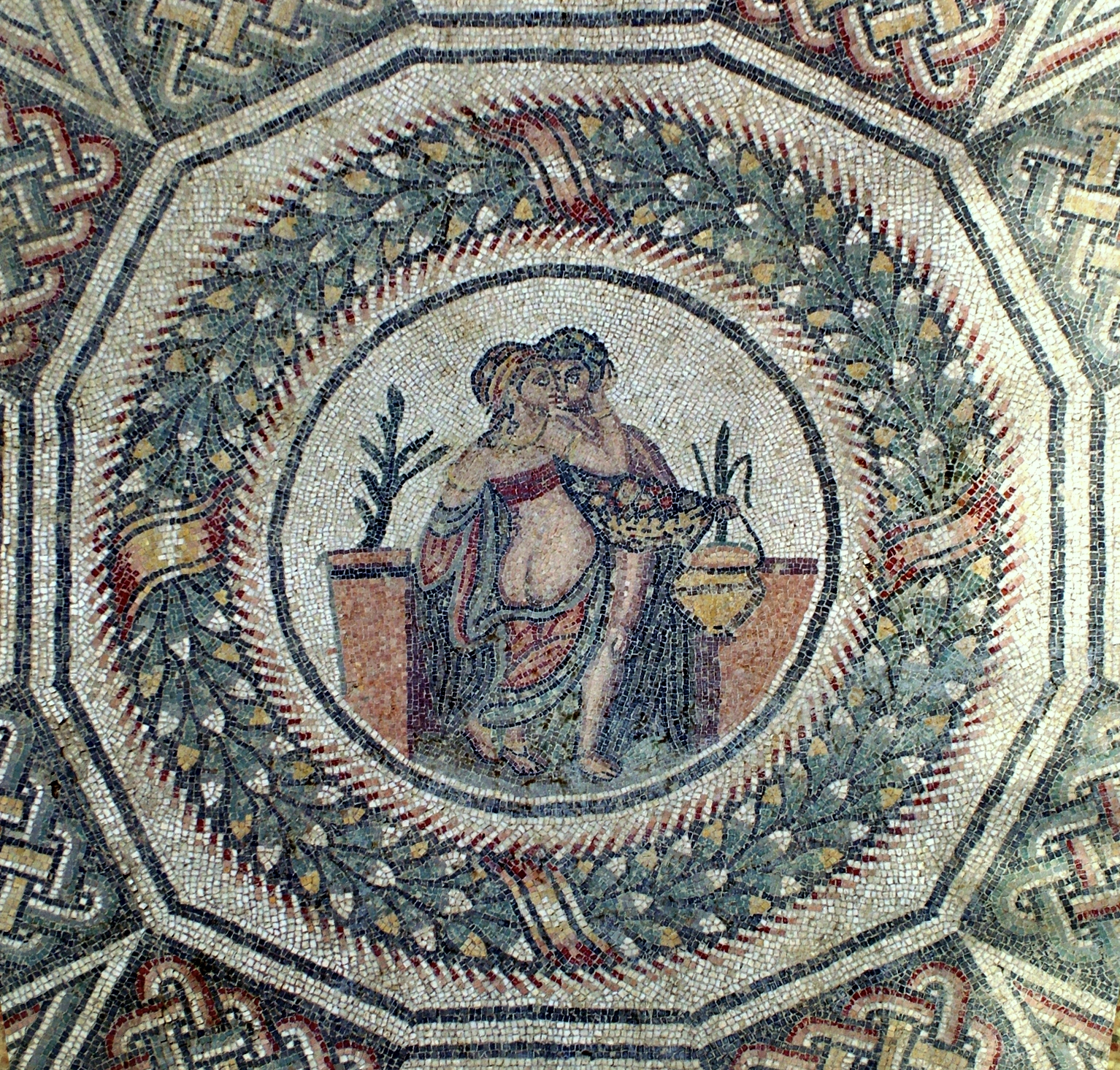
Eros și Psyche